# Božidara Turzonovová
Božidara Turzonovová (* 28. května 1942 Sofie, Bulharsko) je slovenská herečka.

## Život
Od dětských let navštěvovala dramatický kroužek, působila v rozhlasovém souboru a věnovala se hře na klavír. Vystudovala na bratislavské VŠMU, kterou úspěšně absolvovala v roce 1963. Už během studia dostala první filmovou příležitost ve filmu Most na tú stranu, kde si zahrála se svým manželem, hercem Jozefem Adamovičem. Po absolutoriu se stala členkou Slovenského národního divadla, kde působí dodnes. Je herečkou širokého výrazového rejstříku, brzy si jí všimli i čeští tvůrci – Jiří Krejčík, Otakar Vávra a Petr Weigl. Do povědomí filmových diváků se zapsala zejména jako představitelka zpěvačky Emy Destinnové v Krejčíkově filmu Božská Ema.
V roce 1979 byla jmenována zasloužilou umělkyní.
Od roku 1984 vyučovala na bratislavské VŠMU a od roku 1999 působila jako děkanka na Akademii umění v Banské Bystrici.

## Filmografie

### Film
- Most na tú stranu (1961) – Eva
- Hry lásky šálivé (1971) – Sandra
- Podezření (1972)
- Akce Bororo (1973|1972) – Zuzana Kettner
- 10% nádeje (1976) – Milka Rajterová
- Bouřlivé víno (1976) – Kateřina
- Rusalka, filmová verze stejnojmenné opery Antonína Dvořáka (1977) – cizí kněžna
- Příběh lásky a cti (1977) – Karolina Světlá
- Penelopa (1977) – Eva
- Bludička (1977) – Katarína
- Tosca (1978) – Tosca
- Božská Ema (1979) – Ema Destinnová
- Odveta (1980) – Kučerová
- Zralé víno (1981) – Kateřina Janáková
- Anděl s ďáblem v těle (1983) – Madam Gabriela
- Noc smaragdového měsíce (1985) – Marie
- Mladé víno (1986) – Janáková
- Víkend za milión (1987) – Magda Veselá
- Anděl svádí ďábla (1988) – Madam Gabriela
- Martha et moi – Marta a já (1991) – Rosa
- Suzanne (1996) – Denyho matka
- Orbis Pictus (1997) – Marta
- Praha očima (1999) – matka
- Zborovna (1999) – Matulová
- Pramen života – Der Lebensborn (2000) – matka
- Zostane to medzi nami (2004) – matka
- Vratné lahve (2006) – Kvardová
- Obedár / Jídlonoš (studentský film, (2009) – Růžena
- Kovář z Podlesí (2014) – kramářka

### Televize
- Senzi mama (1964) – Tvrdoňová
- Psíčci lorda Carletona (1970)
- Adam Šangala (1972)
- Vivat, Beňovský! (TV seriál), (1975)
- Prázdniny u starej mamy (1976)
- Hniezdo na ôsmom poschodí (1982)
- Kronika (1982)
- Život bez konca (TV seriál), (1982)
- Bola som z olova (1984)
- Poviem jej to sám (1984)
- Staviteľ Solness (1984)
- Sachsens Glanz und Preußens Gloria / Saský lesk a pruská sláva (1985) – hraběnka Henriette Amalie
- Ideálny manžel (1985)
- Kamenný chodníček (1985)
- Keď príde september (1985)
- Ulička stratených snov (1985)
- A čo ja, miláčik? (1986) – Margita Pokorná
- O siedmich rokoch (1986)
- Smutné radosti (1986)
- Viktória (1986)
- Křeček v noční košili (TV seriál), (1987) – matka Berková
- Predohra (1987)
- Stará teheľňa (TV seriál), (1987)
- Mesto Anatol (1988)
- Letiace tiene (1988)
- Parazit (1988)
- Prebudenie (1989)
- Tajomstvo alchymistu Storitza (1991) – Roderičová
- Trpký voz nádeje (1991)
- Romulus Veľký (1992)
- Maťo Palica (1994)
- Zo života dona Juana (1994)
- Duchovo nájomné (1995)
- Hu - hu bratia (1995)
- Zázračná láska (1996)
- Zlodejka (1996)
- Blúznenie srdca a rozumu (1997)
- Germinie (1997)
- Alergia (1997)
- Prstene pre dámu (1999)
- O svatební krajce (2002)
- Panelák  (2008–současnost) – Jana Nitschneiderová